# Kateřina Svitková
Kateřina Svitková (* 20. März 1996 in Pilsen) ist eine tschechische Fußballspielerin. Seit 2014 spielt sie auch für die A-Nationalmannschaft.

## Karriere

### Vereine
Svitková begann im Alter von sieben Jahren für die in ihrem Geburtsort ansässige Viktoria Pilsen – Auslöser war ein Ball, den sie als Geschenk erhalten hatte und gegen diesen wieder und wieder trat und dabei Freude empfand. Mit ihrer Anmeldung im Verein im  Jahr 2003 blieb sie dem Verein bis zu ihrem Alter von 17 Jahren treu und wurde für ihre Entwicklung als Talent des Jahres ausgezeichnet.
Im Seniorinnenbereich kam sie in der Saison 2013/14 das erste Mal für die Frauenfußballmannschaft von Slavia Prag und auch in der I. liga žen, der höchsten Spielklasse im tschechischen Frauenfußball, zum Einsatz. Ihre Zugehörigkeit währte bis zum Saisonende 2019/20, in der sie bis dahin 188 Tore in 177 Punktspielen erzielt hatte. Damit hatte sie erheblichen Anteil an fünf Meistertiteln und einem Vereinspokal.  
Die Möglichkeit, das erste Mal im Ausland spielen zu können, reizte und nutzte sie, sodass sie für West Ham United von 2020 bis 2022 34 Punktspiele in der FA Women’s Super League bestritt und fünf Tore erzielte. Zum Ligakonkurrenten FC Chelsea gewechselt, kam sie lediglich in drei Punktspielen zum Einsatz, mit denen sie Anteil an der späteren Meisterschaft hatte und auch den nationalen Vereinspokal gewann.
Zu Slavia Prag Anfang des Jahres 2024 auf Leihbasis zurückgekehrt, wurde sie am 16. und 24. März (12. und 13. Spieltag) beim 3:3-Unentschieden im Heimspiel gegen die Frauenfußballmannschaft von Sparta Prag und beim 11:0-Sieg im Auswärtsspiel gegen den ŠK Lokomotiva Brno eingesetzt, gegen den sie mit einem Tor, dem Treffer zum 8:0 in der 56. Minute, beitrug. Darüber hinaus wurde sie in vier der fünf Spiele der Meisterrunde eingesetzt, in denen ihr zwei Tore gelangen, wie auch das Double ihrer Mannschaft gelang. Nach London für zwei Monate zurückgekehrt und ohne Einsatz geblieben, kehrte sie im August 2024 neun Tage vor dem Saisonstart zu Slavia Prag zurück. Sie wurde in 13 Punktspielen berücksichtigt, in denen ihr eben so viele Tore gelangen. Mit zehn Toren in fünf Spielen der Meisterrunde trug sie erneut zum Double bei.

### Nationalmannschaft
Svitková debütierte als Nationalspielerin für den FAČR in der U17-Nationalmannschaft, die am 27. August 2009 in Bielsko-Biała das in Freundschaft ausgetragene Länderspiel gegen die U17-Nationalmannschaft Polens mi 0:1 verlor; sie wurde in der 45. Minute für Anna Dlasková eingewechselt. Bis zu ihrem letzten Länderspiel in dieser Altersklasse, am 14. April 2013 (2:0 vs. Schweiz in Slaný) bestritt sie weitere 20 Länderspiele (davon 14 in den EM-Qualifikationen), in denen sie 15 Tore erzielte; ihr erstes in ihrem zweiten Länderspiel am 29. August 2009 in Bielsko-Biała mit der 1:0-Führung in der 44. Minute beim 1:1 gegen die U17-Nationalmannschaft Polens.
Für die U19-Nationalmannschaft kam sie im Zeitraum vom 12. August 2013 (2:0 vs. Belgien in Prag) bis zum 9. April 2015 (2:0 vs. Slowenien in Strijthagen) in 13 Länderspielen (7 × EM-Qualifikation und 6 × Freundschaft) zum Einsatz, in denen sie sechs Tore erzielte, ihr erstes bei ihrem Debüt mit dem Treffer zur 1:0-Führung in der 27. Minute.
Am 13. Februar 2014 debütierte sie in der A-Nationalmannschaft; das in Novara ausgetragene Länderspiel gegen die A-Nationalmannschaft Italiens, das mit 1:6 verloren wurde, war das vierte Spiel der WM-Qualifikationsgruppe 2 und zugleich ihr erstes von sieben in dieser Gruppe und auch ihr erstes von insgesamt 19 WM-Qualifikationsspielen. In ihrem zweiten Länderspiel – zugleich ihr zweites EM-Qualifikationsspiel – erzielte sie am 26. April 2014 in Opava, beim 6:0-Sieg über die Nationalmannschaft Estlands ihre ersten beiden A-Länderspieltore.
Im Spieljahr 2015 bestritt sie lediglich drei Länderspiele und damit die ersten drei der EM-Qualifikationsgruppe 6 – 18 weitere sollten noch folgen, von denen zwei Play-off-Spiele gegen die Schweizer Nationalmannschaft (1:1 am 9. April 2021 in Chomutov, 2:3 i. E. am 13. April 2021 in Thun) und jeweils zwei gegen die Nationalmannschaft Belarus’ (8:1 und 0:0 am 23. und 29. Oktober 2024 jeweils in Velika Gorica) und gegen die Nationalmannschaft Portugals (1:1 am 29. November 2024 in Porto, 1:2 am 3. Dezember 2024 in Teplice) waren.
Des Weiteren nahm sie mit ihrer Mannschaft viermal am Turnier um den Zypern-Cup teil. 2016 kam sie in drei Spielen der Gruppe B und im Spiel um Platz 3 zum Einsatz, 2017 im letzten Spiel der Gruppe C und im Spiel um Platz 11, 2018 in drei Spielen der Gruppe B und im Spiel um Platz 9, 2020 in zwei Spielen (1:1 vs. Finnland am 5. und 0:0 vs. Mexiko am 11. März). Im Turnier um den SheBelieves Cup 2022 bestritt sie lediglich das Spiel am 18. Februar in Carson im torlosen Spiel gegen die US-amerikanische Nationalmannschaft. Bislang elf in Freundschaft ausgetragene Länderspiele und fünf Spiele der Gruppe 4, Liga B im Wettbewerb der Nations-League zählen zu ihren bislang 69 A-Länderspielen, in denen sie bis Ende Mai 2025 35 Tore erzielte.

## Erfolge
Nationalmannschaft
- vierter Platz beim Zypern-Cup 2016, 2020

Slavia Prag
- Tschechische Meisterin 2014, 2015, 2016, 2017, 2020, 2024, 2025
- Tschechische Pokalsiegerin 2016, 2024, 2025
- Torschützenkönigin 2017, 2018, 2020, 2025 (26, 24, 23, 23 Tore)

FC Chelsea
- Englische Meisterin 2023
- Englische Pokalsiegerin 2023

## Auszeichnung
- Tschechiens Fußballerin des Jahres 2015, 2018, 2019, 2020[2]
- Talent des Jahres 2013